# Linea 2 (metropolitana di Rio de Janeiro)
La linea 2 è una delle linee della metropolitana di Rio de Janeiro che attraversa la città da sud (capolinea Botafogo) a nord-ovest (capolinea Pavuna). Viene chiamata anche linea Verde dal nome del colore che la contraddistingue.

## Storia
Il lavori di costruzione iniziarono ufficialmente il 16 marzo 1977.

### Cronologia dei lavori
- 19 novembre 1981: apertura delle stazioni di Sao Cristovao, Maracana, Estacio;
- 12 marzo 1983: apertura delle stazioni di Inhaúma, Maria da Graça, Nova América/Del Castilho, Botafogo, Carioca;
- 30 luglio 1988: apertura della stazione di Triagem;
- 13 marzo 1991: apertura della stazione di Engenho da Rainha;
- 23 settembre 1996: apertura delle stazioni di Thomaz Coelho e Vicente de Carvalho;
- 1º settembre 1998: apertura delle stazioni di Pavuna, Iraja, Colégio, Coelho Neto, Acari/Fazenda Botafogo, Engenheiro Rubens Paiva;
- 21 dicembre 2009: apertura delle stazioni General Osorio, Central, Presidente Vargas, Uruguaiana, Carioca, Cinelândia, Glória, Catete, Largo do Machado, Flamengo, Botafogo,
- 1º novembre 2010: apertura della stazione Cidade Nova;